# Mircas
Mircas es un despoblado peruano ubicado en el distrito de Gorgor, perteneciente a la provincia de Cajatambo del departamento de Lima, al centro oeste del Perú. 

## Ubicación
Mircas se ubica al sur de la provincia de Cajatambo, en el distrito de Gorgor, en el departamento de Lima.

## Demografía
En 1993 Mircas tenía una población de 11 habitantes, mientras que en 2017 no hubo ningún habitante empadronado.
| Gráfica de evolución demográfica de Mircas entre 1993 y 2017 |
|                                                              |
| Fuentes: Población 1993 y 2017                               |